# スタジオ・バックホーン
有限会社スタジオ・バックホーン（英: StudioBUCKHORN Inc.）は、日本のVFX会社。
VFXスーパーバイザーの鹿角剛によって2004年に設立され、映画やテレビドラマ、CMなどにおけるVFX・CG制作を行っている。
本社は当初、東京都練馬区上石神井に置かれ、のちに同区平和台、新宿区百人町に移り、現在は文京区後楽に所在している。

## 参加作品

### 映画
2000年代
- 2002年:『黄龍 イエロードラゴン』
- 2003年:『着信アリ』(CG制作協力)
- 2003年:『マナに抱かれて』
- 2003年:『g@me.』
- 2003年:『花と蛇』
- 2004年:『ゴジラ FINAL WARS』(CG制作協力)
- 2005年:『乱歩地獄』（実相寺昭雄監督「鏡地獄」を担当）
- 2005年:『阿修羅城の瞳』(CG制作協力)
- 2005年:『刺青 SI-SEI』
- 2005年:『地獄プロレス』
- 2006年:『アジアンタムブルー』
- 2006年:『無花果の顔』
- 2006年:『子宮の記憶 ここにあなたがいる』
- 2006年:『シルバー假面』
- 2006年:『椿山課長の七日間』
- 2006年:『刺青 堕ちた女郎蜘蛛』
- 2006年:『屋根裏の散歩者』
- 2007年:『ユメ十夜』
- 2007年:『ケータイ刑事 THE MOVIE2 石川五右衛門一族の陰謀〜決闘!ゴルゴダの森』
- 2007年:『ラストラブ』
- 2007年:『ROBO☆ROCK』(CG制作協力)
- 2007年:『マリッジリング』
- 2007年:『0093 女王陛下の草刈正雄』
- 2007年:『サウスバウンド』
- 2008年:『チーム・バチスタの栄光』
- 2008年:『アクエリアンエイジ』
- 2008年:『お姉チャンバラ THE MOVIE』
- 2008年:『神様のパズル』(CG制作協力)
- 2008年:『片腕マシンガール』
- 2008年:『東京残酷警察』
- 2008年:『まぼろしの邪馬台国』(CG制作協力)
- 2008年:『赤んぼ少女』
- 2009年:『激情版エリートヤンキー三郎』
- 2009年:『ジェネラル・ルージュの凱旋』
- 2009年:『デメキング』
- 2009年:『テケテケ&テケテケ2』
- 2009年:『非女子図鑑』(山口雄大監督「魁!!みっちゃん」を担当)
- 2009年:『希望が丘夫婦戦争』
- 2009年:『サムライプリンセス 外道姫』
- 2009年:『走り屋ZERO＆ZERO2』
- 2009年:『いけちゃんとぼく』(CG制作協力)
- 2009年:『真夏の夜の夢』
- 2009年:『吸血少女対少女フランケン』
- 2009年:『ぼくとママの黄色い自転車』
- 2009年:『ロボゲイシャ』
- 2009年:『わたし出すわ』(CG制作協力)
- 2009年:『闇のまにまに 人妻・彩乃の不貞な妄想』
- 2009年:『悪夢のエレベーター』
- 2009年:『戦慄迷宮3D THE SHOCK LABYRINTH』
- 2009年:『華鬼』
- 2009年12月12日:『仮面ライダー×仮面ライダー W&ディケイド MOVIE大戦2010』

2010年代
- 2010年:『板尾創路の脱獄王』
- 2010年:『戦闘少女 血の鉄仮面伝説』
- 2010年:『スケ番ハンターズ/地獄の決闘』
- 2010年:『スケ番ハンターズ/総括殴り込み作戦』
- 2010年:『誰かが私にキスをした』(CG制作協力)
- 2010年:『メイドロイドVSホストロイド軍団』
- 2010年:『巨乳ドラゴン』
- 2010年:『劇場版 怪談レストラン』(CG制作協力)
- 2010年:『エロ怖い怪談 第弐之怪　ポルターガイスト』
- 2010年:『ゴスロリ処刑人』
- 2010年:『花と蛇3』
- 2011年:『冷たい熱帯魚』
- 2011年:『携帯彼女』
- 2011年:『富江 アンリミテッド』
- 2011年:『エイリアンvsニンジャ－AVN－』
- 2011年:『電人ザボーガー』
- 2011年:『ヘルドライバー』
- 2011年:『極道兵器』
- 2011年:『デッドボール』
- 2011年:『ゴーカイジャー ゴセイジャー スーパー戦隊199ヒーロー大決戦』(CG制作協力)
- 2011年:『七つまでは神のうち』
- 2011年:『ラビット・ホラー3D』
- 2011年:『セカンドバージン』
- 2011年:『ヴァンパイア・ストーリーズ』
- 2011年:『アントキノイノチ(CG制作協力)』
- 2011年:『スマグラー おまえの未来を運べ』
- 2011年:『恋の罪』
- 2011年:『寄性獣医・鈴音 SUZUNE』
- 2012年:『劇場版はらぺこヤマガミくん』
- 2012年:『ゾンビアス』
- 2012年:『ウルトラマンサーガ』
- 2012年:『臨場 劇場版』
- 2012年:『携帯彼氏』
- 2012年:『特命戦隊ゴーバスターズ THE MOVIE 東京エネタワーを守れ!』(CG制作協力)
- 2012年:『死ガ二人ヲワカツマデ…』
- 2012年:『名無しの十字架』
- 2012年:『映画 妖怪人間ベム』(CG制作協力)
- 2013年:『牙狼-GARO- 〜蒼哭ノ魔竜〜』(CG制作協力)
- 2013年:『めめめのくらげ』
- 2013年:『江ノ島プリズム』
- 2013年:『白魔女学園』
- 2013年:『凶悪』
- 2014年:『ヌイグルマーZ』
- 2014年:『瀬戸内海賊物語』
- 2014年:『ライヴ』
- 2014年:『白ゆき姫殺人事件』
- 2014年:『ガッチャマン』(CG制作協力)
- 2014年:『絶狼-ZERO- -BLACK BLOOD-』
- 2014年:『幻肢』
- 2014年:『Z』
- 2014年:『25』
- 2014年:『スキマスキ』
- 2015年:『ジョーカー・ゲーム』(CG制作協力)
- 2015年:『牙狼-GARO- -GOLDSTORM- 翔』
- 2015年:『Zアイランド』
- 2015年:『予告犯』
- 2015年:『白魔女学園 オワリトハジマリ』
- 2015年:『虎影』
- 2015年:『進撃の巨人 ATTACK ON TITAN』(CG制作協力)
- 2015年:『媚空 -ビクウ-』
- 2016年:『珍遊記』
- 2016年:『MAX THE MOVIE』
- 2016年:『探偵ミタライの事件簿 星籠の海』
- 2016年:『貞子vs伽椰子』

### テレビ番組
2000年代
- 2004年：『ウルトラQ dark fantasy」
- 2005年：『ウルトラマンマックス』
- 2006年：『ウルトラマンメビウス』(CG制作協力)
- 2006年：『恋する日曜日 ニュータイプ』
- 2007年：『怪奇大作戦 セカンドファイル』
- 2007年：『ULTRASEVEN X』(CG制作協力)
- 2007年：『キューティーハニー THE LIVE』(CG制作協力)
- 2007年：『有閑倶楽部』(CG制作協力)
- 2007年：『日本偉人大賞 歴史を変えた超エライ人SP』
- 2008年：『ケータイ捜査官7』(CG制作協力)
- 2008年：『ヤスコとケンジ』(CG制作協力)
- 2008年：『栞と紙魚子の怪奇事件簿』
- 2009年：『古代少女ドグちゃん』
- 2009年：『華麗なるスパイ』(CG制作協力)
- 2009年：『裁判員制度スペシャルドラマ サマヨイザクラ』
- 2009年：『仮面ライダーW』(CG制作協力)
- 2009年：『松本清張生誕100年スペシャル 中央流沙』

2010年代
- 2010年：『ジロチョー 清水の次郎長維新伝』
- 2010年：『アザミ嬢のララバイ』(CG制作協力)
- 2010年：『やつらは多分宇宙人!』
- 2010年：『SOIL ソイル』
- 2010年：『満福少女ドラゴネット』
- 2010年：『古代少女隊ドグーンV』
- 2011年：『TOKYO コントロール』(CG制作協力)
- 2011年：『戦国★男士』
- 2011年：『牙狼-GARO- 〜MAKAISENKI〜』(CG制作協力)
- 2012年：『O-PARTS〜オーパーツ〜』
- 2012年：『プラチナタウン』
- 2012年：『赤い糸の女』
- 2012年：『TV・局中法度!』
- 2013年：『衝撃ゴウライガン!!』
- 2013年：『牙狼-GARO- 〜闇を照らす者〜』(CG制作協力)
- 2013年：『怪奇大作戦 ミステリー・ファイル』
- 2014年：『実在性ミリオンアーサー』
- 2014年：『THE NEXT GENERATION -パトレイバー-』(CG制作協力)
- 2014年：『ビター・ブラッド』(CG制作協力)
- 2015年：『十月十日の進化論』
- 2015年：『でんぱコネクション フレンチ〜でんぱオシャレ探偵局〜』
- 2015年：『予告犯 -THE PAIN-』
- 2015年：『煙霞 〜Gold Rush〜』
- 2015年：『ほんとにあった怖い話2015』
- 2015年：『監獄学園-プリズンスクール-』
- 2015年：『5→9〜私に恋したお坊さん〜』
- 2018年：『ボイメン新世紀 祭戦士ワッショイダー』

### オリジナルビデオ作品
- 2006年：『隣之怪』
- 2010年：『ウルトラ銀河伝説外伝 ウルトラマンゼロVSダークロプスゼロ』

### ウェブ作品
- 2005年：『ピチモでドラマ〜私がモデルになれた理由〜』
- 2006年：『ウルトラマンメビウス外伝 ヒカリサーガ』
- 2006年：『筒井康隆劇場 エロティックな総理』
- 2015年：『進撃の巨人 ATTACK ON TITAN 反撃の狼煙』

### ミュージックビデオ
- NO NAME - 『希望について』